# Raix
Raix – miejscowość i gmina we Francji, w regionie Nowa Akwitania, w departamencie Charente.
Według danych na rok 1990 gminę zamieszkiwały 152 osoby, a gęstość zaludnienia wynosiła 22 osoby/km² (wśród 1467 gmin regionu Poitou-Charentes, Raix plasuje się na 842. miejscu pod względem liczby ludności, natomiast pod względem powierzchni na miejscu 993.).